# IV Большого Пса
IV Большого Пса (лат. IV Canis Majoris) — одиночная переменная звезда в созвездии Большого Пса на расстоянии приблизительно 6145 световых лет (около 1884 парсеков) от Солнца. Видимая звёздная величина звезды — от +9,2m до +8m.

## Характеристики
IV Большого Пса — красная углеродная пульсирующая полуправильная переменная звезда типа SRC (SRC) спектрального класса C6II.